# Caecidotea jordani
Caecidotea jordani är en kräftdjursart som först beskrevs av Eberly 1966.  Caecidotea jordani ingår i släktet Caecidotea och familjen sötvattensgråsuggor. Inga underarter finns listade i Catalogue of Life.